# Championnat NCAA féminin de basket-ball
Le Championnat NCAA de basket-ball féminin (NCAA Women's Division I Basketball Championship) oppose les équipes des universités des États-Unis, réparties en trois divisions : Division I, II et III.
Fondé en 1981-1982, son intérêt est croissant, notamment depuis la création de la ligue professionnelle WNBA en 1997.

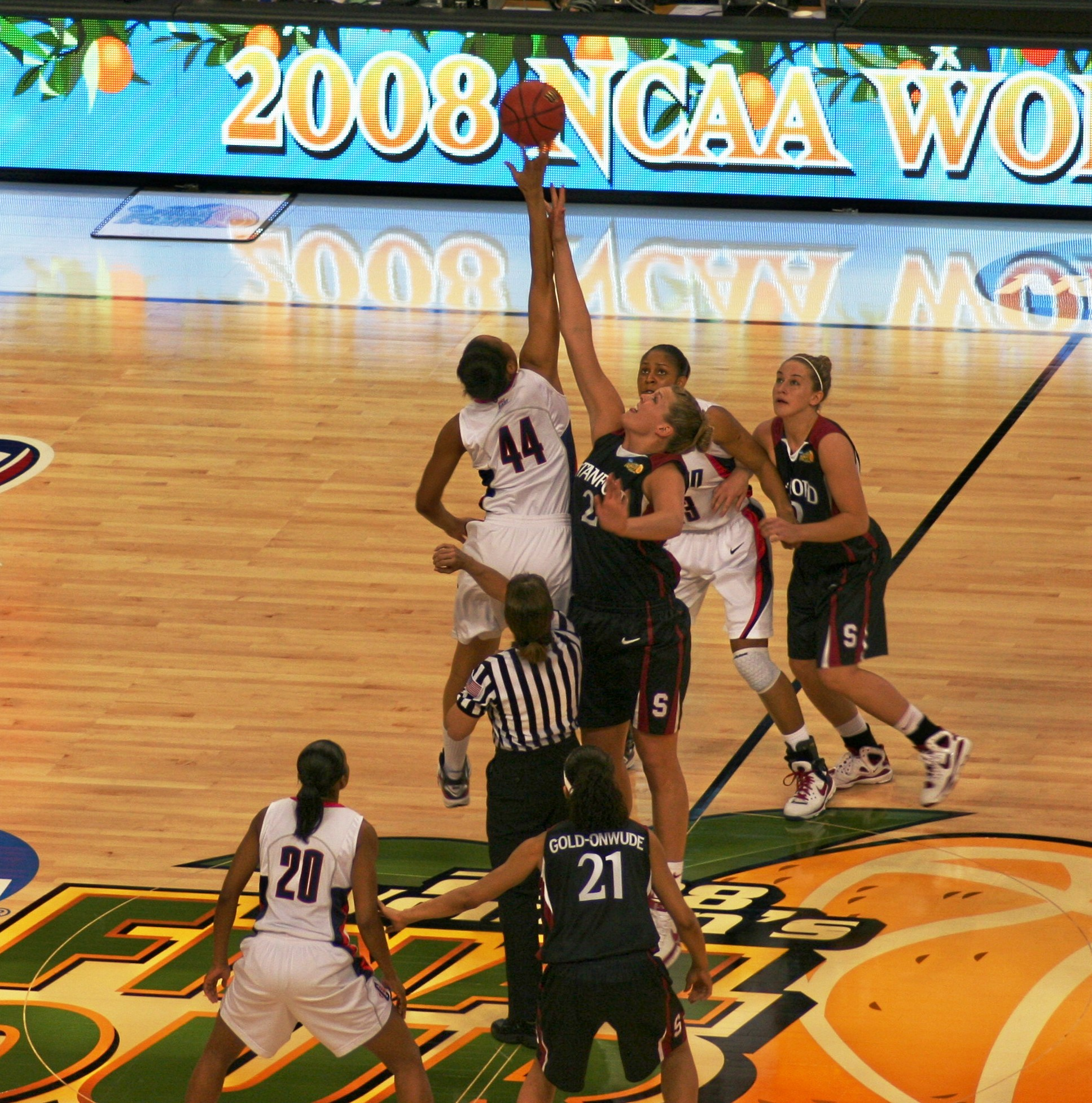
Coup d'envoi entre Stanford et Connecticut au Final Four 2008.

## Historique
Le sport universitaire féminin ne s'est développé que tardivement. À la suite de l'action de féministes, le Congrès américain adopte en 1972 le Titre IX qui interdit toute discrimination de genre dans les universités. Le développement reste souvent lent en raison des entraves posées par la NCAA. Le basket-ball féminin se développe donc entre 1972 et 1982 dans l'AIAW Women's Basketball Tournament (en). Sa popularité croissante et sa possible rentabilité finissent par retenir l'attention de la NCAA dont les trois divisions votent en 1980 (1981 pour la Division I) la création de leur compétition qui attire rapidement les meilleures équipes de l'AIAW, dont les championnes 1981 de Louisiana Tech. Si les deux compétitions se déroulent en parallèle en 1982, l'AIAW cesse son activité cette année-là.
La NCAA génère des revenus essentiellement grâce au basket-ball masculin et au football américain. En 2016, la NCAA révèle que la compétition féminine affiche un déficit de 14 millions de dollars. Seules les Huskies du Connecticut génèrent un profit de 1,3 million de dollars en 2016 (après deux années de pertes), mais la renommée donnée à l'université par leurs résultats se traduit en généreuses donations pour elles.

## Championnes NCAA
| Année | Vainqueur                                                   | Score                                                       | Finaliste                                                   | Lieu                                                        |
| ----- | ----------------------------------------------------------- | ----------------------------------------------------------- | ----------------------------------------------------------- | ----------------------------------------------------------- |
| 1982  | Louisiana Tech                                              | 76-62                                                       | Cheyney State                                               | Norfolk Scope (Norfolk, Virginie)                           |
| 1983  | USC                                                         | 69-67                                                       | Louisiana Tech                                              | Norfolk Scope (Norfolk, Virginie)                           |
| 1984  | USC                                                         | 72-61                                                       | Tennessee                                                   | Pauley Pavilion (Los Angeles, Californie)                   |
| 1985  | Old Dominion                                                | 70-65                                                       | Géorgie                                                     | Frank Erwin Center (Austin, Texas)                          |
| 1986  | Texas                                                       | 97-81                                                       | USC                                                         | Rupp Arena (Lexington, Kentucky)                            |
| 1987  | Tennessee                                                   | 67-44                                                       | Louisiana Tech                                              | Frank Erwin Center (Austin, Texas)                          |
| 1988  | Louisiana Tech                                              | 56-54                                                       | Auburn                                                      | Tacoma Dome (Tacoma, Washington)                            |
| 1989  | Tennessee                                                   | 76-70                                                       | Auburn                                                      | Tacoma Dome (Tacoma, Washington)                            |
| 1990  | Stanford                                                    | 88-81                                                       | Auburn                                                      | Thompson-Boling Arena (Knoxville, Tennessee)                |
| 1991  | Tennessee                                                   | 70-67 (OT)                                                  | Virginia                                                    | Lakefront Arena (La Nouvelle-Orléans, Louisiane)            |
| 1992  | Stanford                                                    | 78-62                                                       | Western Kentucky                                            | Los Angeles Memorial Sports Arena (Los Angeles, Californie) |
| 1993  | Texas Tech                                                  | 84-82                                                       | Ohio State                                                  | The Omni (Atlanta, Géorgie)                                 |
| 1994  | Caroline du Nord                                            | 60-59                                                       | Louisiana Tech                                              | Richmond Coliseum (Richmond, Virginie)                      |
| 1995  | Connecticut                                                 | 70-64                                                       | Tennessee                                                   | Target Center (Minneapolis, Minnesota)                      |
| 1996  | Tennessee                                                   | 83-65                                                       | Géorgie                                                     | Charlotte Coliseum (Charlotte, Caroline du Nord)            |
| 1997  | Tennessee                                                   | 68-59                                                       | Old Dominion                                                | Riverfront Coliseum (Cincinnati, Ohio)                      |
| 1998  | Tennessee                                                   | 93-75                                                       | Louisiana Tech                                              | Kemper Arena (Kansas City, Missouri)                        |
| 1999  | Purdue                                                      | 62-45                                                       | Duke                                                        | San Jose Arena (San José, Californie)                       |
| 2000  | Connecticut                                                 | 71-52                                                       | Tennessee                                                   | First Union Center (Philadelphie, Pennsylvanie)             |
| 2001  | Notre Dame                                                  | 68-66                                                       | Purdue                                                      | Savvis Center (Saint-Louis, Missouri)                       |
| 2002  | Connecticut                                                 | 82-70                                                       | Oklahoma                                                    | Alamodome (San Antonio, Texas)                              |
| 2003  | Connecticut                                                 | 73-68                                                       | Tennessee                                                   | Georgia Dome (Atlanta, Géorgie)                             |
| 2004  | Connecticut                                                 | 70-61                                                       | Tennessee                                                   | New Orleans Arena (La Nouvelle-Orléans, Louisiane)          |
| 2005  | Baylor                                                      | 84-62                                                       | Michigan State                                              | RCA Dome (Indianapolis, Indiana)                            |
| 2006  | Maryland                                                    | 78-75 (OT)                                                  | Duke                                                        | TD Banknorth Garden (Boston, Massachusetts)                 |
| 2007  | Tennessee                                                   | 59-46                                                       | Rutgers                                                     | Quicken Loans Arena (Cleveland, Ohio)                       |
| 2008  | Tennessee                                                   | 64-48                                                       | Stanford                                                    | St. Pete Times Forum (Tampa, Floride)                       |
| 2009  | Connecticut                                                 | 76-54                                                       | Louisville                                                  | Scottrade Center (Saint-Louis, Missouri)                    |
| 2010  | Connecticut                                                 | 53-47                                                       | Stanford                                                    | Alamodome (San Antonio, Texas)                              |
| 2011  | Texas A&M                                                   | 76-70                                                       | Notre Dame                                                  | Conseco Fieldhouse (Indianapolis, Indiana)                  |
| 2012  | Baylor                                                      | 80-61                                                       | Notre Dame                                                  | Pepsi Center (Denver, Colorado)                             |
| 2013  | Connecticut                                                 | 93-60                                                       | Louisville                                                  | New Orleans Arena (La Nouvelle-Orléans, Louisiane)          |
| 2014  | Connecticut                                                 | 79-58                                                       | Notre Dame                                                  | Bridgestone Arena (Nashville, Tennessee)                    |
| 2015  | Connecticut                                                 | 63-53                                                       | Notre Dame                                                  | Amalie Arena (Tampa, Floride)                               |
| 2016  | Connecticut                                                 | 82-51                                                       | Syracuse                                                    | Gainbridge Fieldhouse (Indianapolis, Indiana)               |
| 2017  | Caroline du Sud                                             | 67-55                                                       | Mississippi State                                           | American Airlines Center (Dallas, Texas)                    |
| 2018  | Notre Dame                                                  | 61-58                                                       | Mississippi State                                           | Nationwide Arena (Columbus, Ohio)                           |
| 2019  | Baylor                                                      | 82-81                                                       | Notre Dame                                                  | Amalie Arena (Tampa, Floride)                               |
| 2020  | Annulation du tournoi à la suite de la pandémie de Covid-19 | Annulation du tournoi à la suite de la pandémie de Covid-19 | Annulation du tournoi à la suite de la pandémie de Covid-19 | Annulation du tournoi à la suite de la pandémie de Covid-19 |
| 2021  | Stanford                                                    | 54-53                                                       | Arizona                                                     | Alamodome (San Antonio, Texas)                              |
| 2022  | Caroline du Sud                                             | 64-49                                                       | Connecticut                                                 | Target Center (Minneapolis, Minnesota)                      |
| 2023  | LSU                                                         | 102-85                                                      | Iowa                                                        | American Airlines Center (Dallas, Texas)                    |
| 2024  | Caroline du Sud                                             | 87-75                                                       | Iowa                                                        | Rocket Mortgage FieldHouse (Cleveland, Ohio)                |
| 2025  | Connecticut                                                 | 82-59                                                       | Caroline du Sud                                             | Amalie Arena (Tampa, Floride)                               |
| 2026  |                                                             |                                                             |                                                             | PHX Arena (Phoenix, Arizona)                                |
| 2027  |                                                             |                                                             |                                                             | Nationwide Arena (Colombus, Ohio)                           |
| 2028  |                                                             |                                                             |                                                             | Gainbridge Fieldhouse (Indianapolis, Indiana)               |
| 2029  |                                                             |                                                             |                                                             | Alamodome (San Antonio, Texas)                              |
| 2030  |                                                             |                                                             |                                                             | Moda Center (Portland, Oregon)                              |
| 2031  |                                                             |                                                             |                                                             | American Airlines Center (Dallas, Texas)                    |

### Plus grand nombre de championnats gagnés

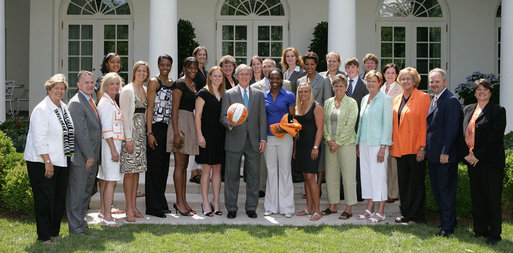
L'équipe 2008 des Tennessee Lady Vols reçue à la Maison-Blanche.

| Nombre | équipe            | Années                                                                 |
| ------ | ----------------- | ---------------------------------------------------------------------- |
| 12     | Connecticut       | 1995, 2000, 2002, 2003, 2004, 2009, 2010, 2013, 2014, 2015, 2016, 2025 |
| 8      | Tennessee         | 1987, 1989, 1991, 1996, 1997, 1998, 2007, 2008                         |
| 3      | Baylor            | 2005, 2012, 2019                                                       |
| 3      | Stanford          | 1990, 1992, 2021                                                       |
| 3      | Caroline du Sud   | 2017, 2022, 2024                                                       |
| 2      | Californie du Sud | 1983, 1984                                                             |
| 2      | Louisiana Tech    | 1982, 1988                                                             |
| 2      | Notre Dame        | 2001, 2018                                                             |
| 1      | Old Dominion      | 1985                                                                   |
| 1      | Texas             | 1986                                                                   |
| 1      | Texas Tech        | 1993                                                                   |
| 1      | Caroline du Nord  | 1994                                                                   |
| 1      | Purdue            | 1999                                                                   |
| 1      | Maryland          | 2006                                                                   |
| 1      | Texas A&M         | 2011                                                                   |
| 1      | LSU               | 2023                                                                   |

### Plus grand nombre de Final four
| Université | Nbr. de participations |
| --- | ---------------------- |
| Connecticut | 24                     |
| Tennessee | 18                     |
| Stanford | 15                     |
| Louisiana Tech | 10                     |
| Notre Dame | 9                      |
| South Carolina | 7                      |
| LSU | 6                      |
| Georgia, Maryland | 5                      |
| Baylor, Duke, Louisville, Texas | 4                      |
| Auburn, Iowa, North Carolina, Oklahoma, Old Dominion, Purdue, USC, Virginia, Western Kentucky | 3                      |
| Cheyney, Long Beach State, Mississippi State, Missouri State, Rutgers, NC State | 2                      |
| Alabama, Arizona, Arkansas, California, Louisiana-Monroe, Michigan State, Minnesota, Ohio State, Oregon, Oregon State, Penn State, Syracuse, Texas A&M, Texas Tech, UCLA, Vanderbilt, Virginia Tech, Washington | 1                      |

### Entraîneurs les plus titrés

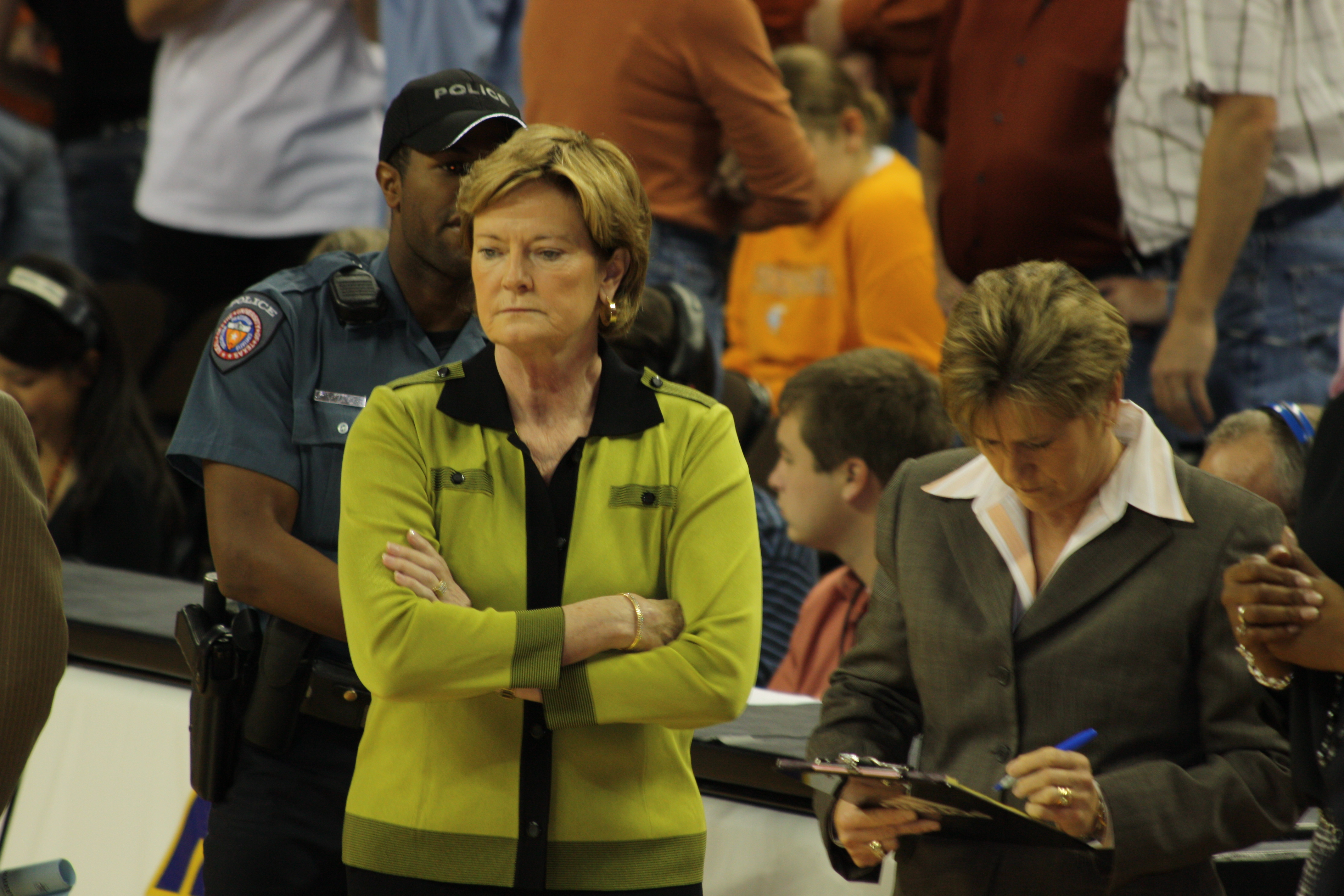
Pat Summitt en décembre 2008.

| Entraîneur         | Université          | Nbr. victoires |
| ------------------ | ------------------- | -------------- |
| Geno Auriemma      | Connecticut         | 12             |
| Pat Summitt        | Tennessee           | 8              |
| Kim Mulkey         | Baylor (3) LSU (1)  | 4              |
| Tara VanDerveer    | Stanford            | 3              |
| Dawn Staley        | South Carolina      | 3              |
| Muffet McGraw (en) | Notre Dame          | 2              |
| Linda Sharp (en)   | Southern California | 2              |